# Anielin (powiat kraśnicki)
Anielin – wieś w Polsce położona w województwie lubelskim, w powiecie kraśnickim, w gminie Annopol.
W latach 1975–1998 miejscowość należała administracyjnie do województwa tarnobrzeskiego.
Wieś stanowi sołectwo gminy Annopol. Według Narodowego Spisu Powszechnego (III 2011 r.) wieś liczyła 107 mieszkańców.